# Ed Lynch
Edward Arnold „Ed“ Lynch (* 27. April 1929 in Canton; † 22. März 1980 in Nevada) war ein US-amerikanischer Radrennfahrer.

## Sportliche Laufbahn
Lynch war im Bahnradsport und im Straßenradsport aktiv. 1948 war er Teilnehmer der Olympischen Sommerspiele in London. Das olympische Straßenrennen beendete er beim Sieg von José Beyaert nicht. In der Mannschaftswertung kam das Team mit Ed Lynch, Frank Brilando, Chester Nelsen und Wendell Rollins nicht in die Wertung.
1960 nahm er an den US-amerikanischen Olympiaausscheidungsrennen im Bahnradsport teil, konnte sich jedoch nicht für das Team qualifizieren.

## Berufliches
Lynch war Inhaber eines Fahrradgeschäftes in Westwood, Kalifornien.